# Demokratische Partei Kurdistan-Syrien
Die Demokratische Partei Kurdistan-Syrien, auch als Al-Parti (kurdisch Partiya Demokrata Kurdistan a Sûriye, Kürzel PDK-S, arabisch الحزب الديمقراطي الكردستاني ـ سوريا, DMG al-ḥizb ad-dīmuqrāṭī al-Kurdistānī – Sūrīyā) bekannt, wurde am 14. Juni 1957 gegründet. Ziel ist die Anerkennung kultureller Rechte und Gleichberechtigung der Volksgruppe der Kurden, welche die zweitgrößte Volksgruppe nach den Arabern in Syrien bilden. Derzeitiger Vorsitzender ist Saud Mulla. Die Partei steht der von Masud Barzani geführten Demokratischen Partei Kurdistans (DPK) im Nordirak nahe.
Die PDKS ist die größte Mitgliedspartei im Kurdischen Nationalrat, welche mit der Demokratischen Unionspartei (PYD) Teile Nordsyriens regiert. Sie ist auch Mitglied im oppositionellen Nationalen Koordinationsdirektorium.

## Geschichte
Gründer und erster Generalsekretär der Partei war Nûredîn Zaza. Bereits 1960 wurde die Führungsspitze der Partei verhaftet.
Durch den Druck, den das Baath-Regime nach seiner Machtübernahme ausübte und aufgrund von Konflikten innerhalb der kurdischen Gesellschaft spaltete sich die Partei in mehrere Flügel. Ein radikaler Flügel vertrat eine pan-kurdische Lösung, ein gemäßigter setzte sich für Gleichberechtigung der Kurden innerhalb Syriens ein.
Die syrische Baath-Partei nutzte die Situation für die Durchsetzung ihrer rassistischen Arabisierungspläne in kurdischen Gebieten und konnte bis zum Ableben des Staatspräsident Hafiz al-Assad im Jahre 2000 viele ihrer Ziele erreichen und die kurdische nationale Bewegung bedeutungslos machen.
Im Jahr 2000 wurde ein Komitee für den Wiederaufbau der Partei im Exil gegründet, mit dem Ziel, die Einheit der kurdischen nationalen Bewegung auf einer demokratischen Basis zu reorganisieren und zu erneuern. Im Zuge des Bürgerkrieges in Syrien laufen Anstrengungen die verschiedenen Abspaltungen der Partei zusammenzuführen.